# Randolfo Pacciardi
Randolfo Pacciardi (né à Giuncarico le 1er janvier 1899  et mort à Rome le  14 avril 1991) est un avocat, journaliste, homme politique italien, membre du PRI et un officier ayant combattu pendant la Première Guerre mondiale et pendant la Guerre d'Espagne .

## Biographie
Randolfo Pacciardi est né à Giuncarico, une frazione de la commune de Gavorrano dans la province de Grosseto au sud de la Toscane.
En 1915, il devient membre du Parti républicain italien (PRI) et, bien que mineur, il est enrôlé dans l'école des officiers de l'Armée de terre italienne. En tant que lieutenant des Bersaglieri, il combat pendant la Première Guerre mondiale recevant deux médailles d'argent et une de bronze, ainsi qu'une croix militaire anglaise et une Croix de guerre,.
En 1921, il est diplômé en droit et collabore avec le journal L'Etruria Nuova, dénonçant les violences croissantes des escadrons fascistes. En 1922, Pacciardi s'installe à Rome où il fonde le mouvement antifasciste L'Italia libera qui est supprimé en 1925. Après que les fascistes ont interdit tous les  partis, il est condamné à cinq ans de réclusion, mais peut s'échapper en Autriche, puis en Suisse,.

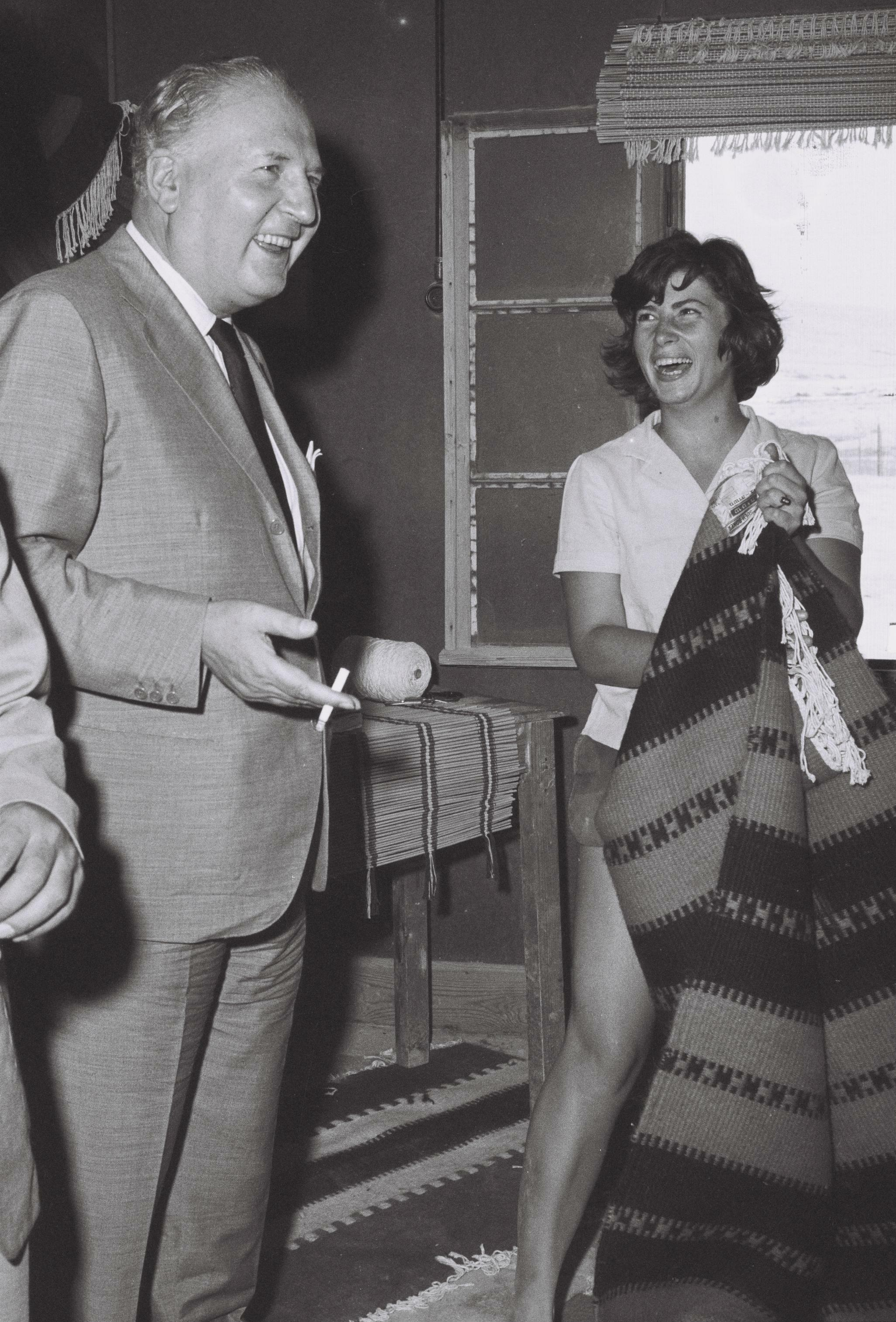
Pacciardi en 1958.

Après s'être installé en France, il fonde en 1936 une légion antifasciste italienne pour combattre dans la Guerre d'Espagne à la tête de la brigade Garibaldi, qui fait partie des brigades internationales au siège de Madrid et est promu lieutenant-colonel. Pacciardi combat contre les Nationalistes espagnols jusqu'en 1937. Déçu des communistes à cause de la persécution interne envers les poètes et les anarchistes, il quitte l'Espagne et rentre en France où il fonde l'hebdomadaire La Giovine Italia. En 1938, il donne une série de conférences aux États-Unis sur l'antifascisme en Europe. La même année, il rejoint la maçonnerie et est confirmé comme secrétaire du PRI en exil. En 1939, il rejoint la société antifasciste italo-américaine Mazzini. Il rentre en Italie après la libération de Rome en 1944. En 1945, il est à nouveau confirmé secrétaire national du PRI reconstitué, et l'année suivante, il est élu à l'Assemblée constituante de la République italienne, .
En 1947, la collaboration de Pacciardi avec les autres partis de gauche permet l'entrée du PRI dans les premiers cabinets du gouvernement de la République d'Italie. Il démissionne de son poste de secrétaire du PRI et devient vice-Premier ministre puis est nommé ministre de la Défense de 1948 à 1953 soutenant l'entrée de l'Italie dans l'OTAN. Dans les années 1950, le PRI suit la ligne de conduite d'Ugo La Malfa et n'adhère pas aux gouvernements du centre dirigés par la Démocratie chrétienne,.
Lorsque, en 1963, un premier gouvernement de centre-gauche, dirigé par le chef de la DC, Aldo Moro est créé, Pacciardi et ses partisans au sein de PRI votent contre.
À la suite d'un scandale qui l'avait impliqué lors de son précédent mandat de ministre de la Défense, Pacciardi est chassé du PRI. Il est néanmoins acquitté de tout chef d'accusation.

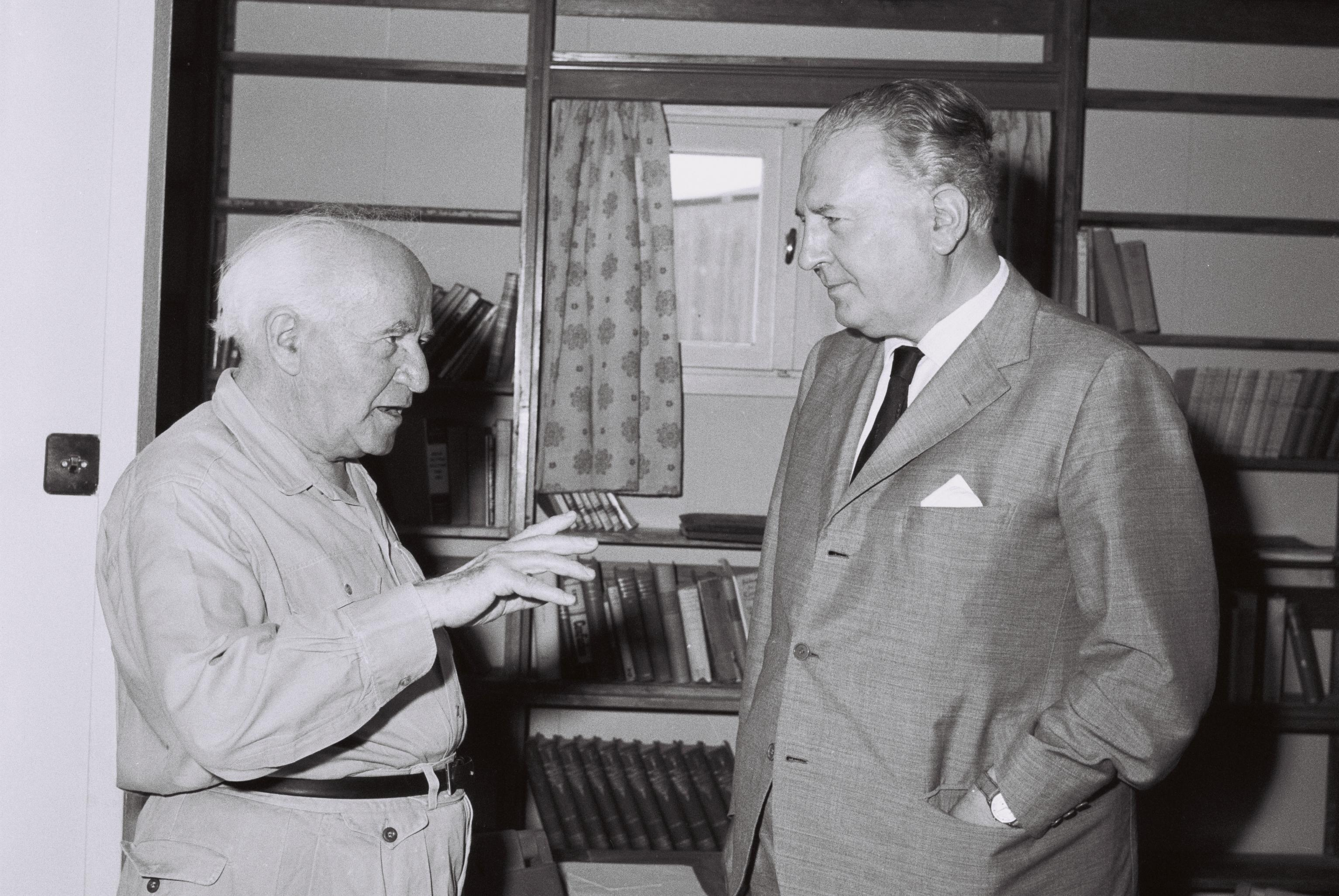
Randolfo Pacciardi et David Ben Gourion au Sde Boker, 1958

En 1964, il fonde un nouveau parti, l'« Unione Democratica per la Nuova Repubblica », et un nouveau  journal La Folla. Le programme de Nuova Repubblica est semblable à celui de Charles de Gaulle. Toutefois, les élections italiennes de 1968 sont un échec pour le nouveau parti, avec seulement 100 000 voix et Pacciardi  n'est pas réélu au Parlement italien et est accusé de fomenter un projet de coup d'État et d'être néo-fasciste. En 1974, il est soupçonné d'avoir participé au soi-disant Golpe bianco d'Edgardo Sogno.
En 1979, il demande à être réintégré au Parti républicain, ce qui devient effectif deux ans plus tard. En 1981, il fonde un nouveau magazine, L'Italia del popolo, qu'il dirige pendant dix ans.
Randolfo Pacciardi est mort à Rome le  14 avril 1991 et est enterré dans le cimetière communal de Grosseto, .

## Vie privée
Connu pour sa nature joviale et sa passion pour les voyages, Randolfo Pacciardi s'est lié d'amitié avec des personnes comme Ernest Hemingway et  Martha Gellhorn,, David Ben Gourion, Michael Curtiz qui a demandé à Pacciardi des conseils pour la création de Casablanca ,  et Fabrizio De André, dont il est témoin lors de son premier mariage.
En 1918, il est initié à la franc-maçonnerie et rejoint la loge « Ombrone » de Grosseto, devenant « Compagnon » l'année suivante. En 1937, il rejoignit la loge parisienne Eugenio Chiesa . En 1938, en  tant que « maître » il figure au 30e rang du rite écossais .

## Médailles et décorations
| Bronze oak leaf cluster | Croix militaire (Royaume-Uni)             |
|                         | Médaille d'argent de la valeur militaire  |
|                         | Médaille d'argent de la valeur militaire  |
|                         | Médaille de bronze de la valeur militaire |
|                         | Croix de guerre                           |